# Philodryas chamissonis
Espèce
Synonymes
- Coronella chamissonis Wiegmann, 1835
- Psammophis temminckii Schlegel, 1837
- Taeniophis tantillus Girard, 1854
- Liophis luctuosa Philippi, 1899

Statut de conservation UICN

 LC  : Préoccupation mineure
Philodryas chamissonis  est une espèce de serpents de la famille des Dipsadidae.

## Répartition
Cette espèce est endémique du Chili.

## Alimentation
Il est un prédateur des sauriens du genre Liolaemus. Il se nourrit également d'amphibiens, d'oiseaux et de mammifères.

## Étymologie
Cette espèce est nommée en l'honneur d'Adelbert von Chamisso.

## Publication originale
- Wiegmann, 1835 "1834" : Beiträge zur Zoologie gesammelt auf einer Reise um die Erde. Siebente Abhandlung. Amphibien. Nova Acta Physico-Medica, Academiae Caesarae Leopoldino-Carolinae, Halle, vol. 17, p. 185-268 (texte intégral).